# 용산국제업무지구
용산국제업무지구(영어: Yongsan International Business District, YIBD)는 용산차량사업소, 서부이촌동을 통합 개발하여 용산역 일대를 국제업무 기능을 갖춘 서울특별시 부도심으로 만들고자 한 사업으로 2013년 3월 13일 시행사 드림허브의 부도로 백지화되었다. 사업 면적은 용산 철도 정비창 442,000m2, 서부이촌동 124,000m2를 추가 포함한 566,000m2이다.
용도는 업무시설, 오피스텔, 호텔이고 높이는 최소 100m부터 최대 620m고 사업비는 31조 원이다.

## 역사

### 계획
사업 계획 발표 당시에는 한국철도공사 소유의 용산 철도 정비창 부지만을 개발하려고 했으나 당시 오세훈 서울특별시장의 한강 르네상스 프로젝트와 연계하여 서울시에서 서부이촌동을 포함할 것이 요구되었다. 2007년 7월 18일 통합 개발 발표 이후 2007년 12월 18일 용산국제업무지구 개발 사업 위한 법인 드림허브(PFV 형태)를 설립하였다.
이후 2011년 10월 11일 기공식이 개최되었다. 이후 2012년에 착공하여 2016년 완공 목표로 추진하였고 착공이 지지부진하다가 자금이 바닥나, 2013년 3월경 채권 이자 기한이 지속적으로 마감되어 59억 원을 막아야 했다. 드림허브는 채권을 추가로 발행하거나 서울우편집중국 부지를 우정사업본부가 계속 무단 점거한 데 대한 소송 1심에서 이긴 뒤 돈을 지급 받으려 하였다. 그러나 회사채의 발행은 무산되었고 우정사업본부도 드림허브에는 돈을 주지 않고 대한토지신탁에만 257억 원을 지급하였다. 대한토지신탁은 수탁사로서 최종 승소할 경우 받은 돈을 드림허브에 지급해야 하는데 대한토지신탁은 패소하면 우정사업본부에 대금을 반환하고 드림허브로부터는 돈을 반환 받기 어려워 자금 지급을 거절하였다. 드림허브는 대금 선지급을 요구하며 한국철도공사가 대한토지신탁이 받은 돈으로 64억원을 보증하겠다고 했으나 대한토지신탁은 2013년 3월 12일 257억 원을 모두 보증해야만 대금을 지불한다고 밝혔다. 결국 다음날 은행 개장 시간인 3월 13일 09시까지 이자를 갚지 못해 사업이 취소되었다.

### 재추진
향후 용산 역세권 개발 예상 일정이 공개되었다. 2018년 6월 용산 마스터 플랜을 발표하고 사업 계획 수립이 2018년 7월에 시작했고 2019년 서울우편집중국의 철거가 시작 되었고 6월 사업 계획이 완료된다. 2019년 7월 ~ 2020년 12월 각종 인허가 통과하고 2021년 착공 예정이었으나 2022년 7월 조감도가 바뀌었고 이후에 착공할 예정이다.

## 사업 구상
- 도시 공간 구조 구상: 남산 정상 ~ 용산국제업무지구 중앙부 ~ 63빌딩을 잇는 조망축 구축
- 토지 이용 계획 구상
  - 랜드마크: 도시중심축 중앙에 위치
  - 수변 지역: 유람선 선착장, 한강시민공원 등과 연계 시설 배치
  - 지구 중심부: 중심상업지역 주변에 일반상업지역을 배치, 상업․업무 및 주상복합시설 균형 배치
  - 랜드마크를 정점으로 하는 스카이라인 형성
- 녹지축(보행축) 개선: 한강 ~ 랜드마크 ~ 용산역 ~ 국제빌딩 주변 ~ 민족공원을 녹지축으로 연결하여 걸어서 한강까지 접근할 수 있도록 계획
  - 철로의 데크화로 추가 녹지 공원 조성
- 용 적 률: 평균 608% 이하
- 주거 비율: 지상 개발 연면적의 33%까지 주거를 허용
- 최고 높이
  - 랜드마크는 350m 이상 620m 이하
    - 랜드마크 주변은 250m 이하, 그 외 지역은 100～150m

  - 한강변은 중․저층을 유도하여 한강으로 열린 경관 형성
- 기반 시설 부지
  - 사업대지(철도제외) 면적의 40% 이상을 도로, 공원, 학교, 문화 시설, 공공청사 등으로 조성
- 교통계획: 사업 구역에 접한 강변북로를 지하화, 주변 지역의 도로 체계 개선 등

## 예정되었던 건물
2012년에 공개된 용산국제업무지구에 소속되어 있는 주요 상위 23개의 건물 목록이다.
| 순위 | 이름                     | 높이 | 층수  | 완공 예정 | 용도                 | 비고                                     |
| ---- | ------------------------ | ---- | ----- | --------- | -------------------- | ---------------------------------------- |
| 1    | 트리플 원                | 620m | 111층 | 미정      | 업무시설, 전망대     | 완공되면 서울에서 가장 높은 건물이 된다. |
| 2    | 부티크 오피스텔 A        | 437m | 88층  | 미정      | 고급 오피스텔        | 외국에서는 댄싱 드래곤이라고 표기한다.   |
| 3    | 고급호텔 & 호텔 레지던스 | 385m | 62층  | 미정      | 6성급 호텔           | 외국에는 블럭 H라고 표기한다.            |
| 4    | 부티크 오피스텔 B        | 378m | 77층  | 미정      | 고급 오피스텔        | 외국에서는 댄싱 드래곤이라고 표기한다.   |
| 5    | 다이아고널 타워          | 362m | 64층  | 미정      | 업무시설             |                                          |
| 6    | 스카이워크 레지던스      | 333m | 52층  | 미정      | 고급 주상복합 아파트 |                                          |
| 7    | 펜토미니엄 타워 A        | 320m | 59층  | 미정      | 고급 주상복합 아파트 |                                          |
| 8    | 펜토미니엄 타워 B        | 320m | 59층  | 미정      | 고급 주상복합 아파트 |                                          |
| 9    | 블레이드 타워            | 292m | 56층  | 미정      | 업무시설             |                                          |
| 10   | 더 클라우드 1            | 268m | 61층  | 미정      | 고급 레지던스 빌딩   |                                          |
| 11   | 더 클라우드 2            | 243m | 56층  | 미정      | 고급 레지던스 빌딩   |                                          |
| 12   | 하모니 타워              | 243m | 47층  | 미정      | 업무시설             |                                          |
| 13   | 크로스 타워 A            | 215m | 50층  | 미정      | 임대 아파트          |                                          |
| 14   | 크로스 타워 B            | 215m | 46층  | 미정      | 임대 아파트          |                                          |
| 15   | 산들바람 A               | 189m | 50층  | 미정      | 임대 아파트          |                                          |
| 16   | 산들바람 B               | 189m | 50층  | 미정      | 임대 아파트          |                                          |
| 17   | 산들바람 C               | 189m | 46층  | 미정      | 임대 아파트          |                                          |
| 18   | 댄싱 타워 A              | 188m | 47층  | 미정      | 임대 아파트          |                                          |
| 19   | 댄싱 타워 B              | 188m | 47층  | 미정      | 임대 아파트          |                                          |
| 20   | 댄싱 타워 C              | 188m | 47층  | 미정      | 임대 아파트          |                                          |
| 21   | 아카데미 타워            | 160m | 25층  | 미정      | 업무시설             |                                          |
| 22   | 외국인전용 임대 아파트   | 159m | 35층  | 미정      | 임대 아파트          |                                          |
| 23   | 프로젝트 R6              | 144m | 36층  | 미정      | 임대 아파트          |                                          |

## 건물

### 트리플 원
트리플 원(영어: Triple One)은 대한민국 서울특별시 용산구 이촌동 용산국제업무지구에 건립에 계획되었던 빌딩으로, 2016년 완공을 목표로 하고 있었다. 만약에 완공되었다면 롯데월드타워(555m, 123층)을 제치고 대한민국에서 가장 높은 빌딩이지만 2013년 건립은 중단되었고 사업이 무산되었다. 특징은 국내 최고층, 원추형 모양이다.

### 부티크 오피스텔
부티크 오피스텔(영어: Boutique Officetel)은 대한민국 서울특별시 용산구 이촌동 용산국제업무지구에 들어설 건물이었다. 사업 좌초로 이 건물도 취소됐다.

### 고급호텔 & 호텔 레지던스
고급호텔 & 호텔 레지던스(영어: Luxury Hotel & Residence Hotel)는 대한민국 서울특별시 용산구 이촌동 용산국제업무지구에 들어설 건물이었다. 사업 좌초로 이 건물도 취소됐다.

### 다이아고널 타워
다이아고널 타워(영어: Diagonal Tower)는 대한민국 서울특별시 용산구 이촌동 용산국제업무지구에 들어설 건물이었다. 사업 좌초로 이 건물도 취소됐다.

### 스카이워크 레지던스
스카이워크 레지던스(영어: Sky-walk Residence)는 대한민국 서울특별시 용산구 이촌동 용산국제업무지구에 들어설 건물이었다. 사업 좌초로 이 건물도 취소됐다.

### 펜토미니엄 타워
펜토미니엄 타워(영어: Pentominium Tower)는 대한민국 서울특별시 용산구 이촌동 용산국제업무지구에 들어설 건물이었다. 사업 좌초로 이 건물도 취소됐다.

### 블레이드 타워
블레이드 타워(영어: Blade Tower)는 대한민국 서울특별시 용산구 이촌동 용산국제업무지구에 들어설 건물이었다. 사업 좌초로 이 건물도 취소됐다.

### 더 클라우드
더 클라우드(영어: The Cloud)는 대한민국 서울특별시 용산구 이촌동 용산국제업무지구에 들어설 건물이었다. 사업 좌초로 이 건물도 취소됐다.

### 하모니 타워
하모니 타워(영어: Harmony Tower)는 대한민국 서울특별시 용산구 이촌동 용산국제업무지구에 들어설 건물이었다. 사업 좌초로 이 건물도 취소됐다.

### 크로스 타워
크로스 타워(영어: Cross Tower)는 대한민국 서울특별시 용산구 이촌동 용산국제업무지구에 들어설 건물이었다. 사업 좌초로 이 건물도 취소됐다.

### 산들바람
산들바람은 대한민국 서울특별시 용산구 이촌동 용산국제업무지구에 들어설 건물이었다. 사업 좌초로 이 건물도 취소됐다.

### 댄싱 타워
댄싱 타워(영어: Dancing Tower)는 대한민국 서울특별시 용산구 이촌동 용산국제업무지구에 들어설 건물이었다. 사업 좌초로 이 건물도 취소됐다.

### 아카데미 타워
아카데미 타워(영어: Academy Tower)는 대한민국 서울특별시 용산구 이촌동 용산국제업무지구에 들어설 건물이었다. 사업 좌초로 이 건물도 취소됐다.

### 외국인전용 임대아파트
외국인전용 임대아파트는 대한민국 서울특별시 용산구 이촌동 용산국제업무지구에 들어설 건물이었다. 사업 좌초로 이 건물도 취소됐다.

### 프로젝트 R6
프로젝트 R6(영어: Project R6)는 대한민국 서울특별시 용산구 이촌동 용산국제업무지구에 들어설 건물이었다. 사업 좌초로 이 건물도 취소됐다.

## 같이 보기
- 모스크바 국제 비즈니스 센터